# Tom Bullus

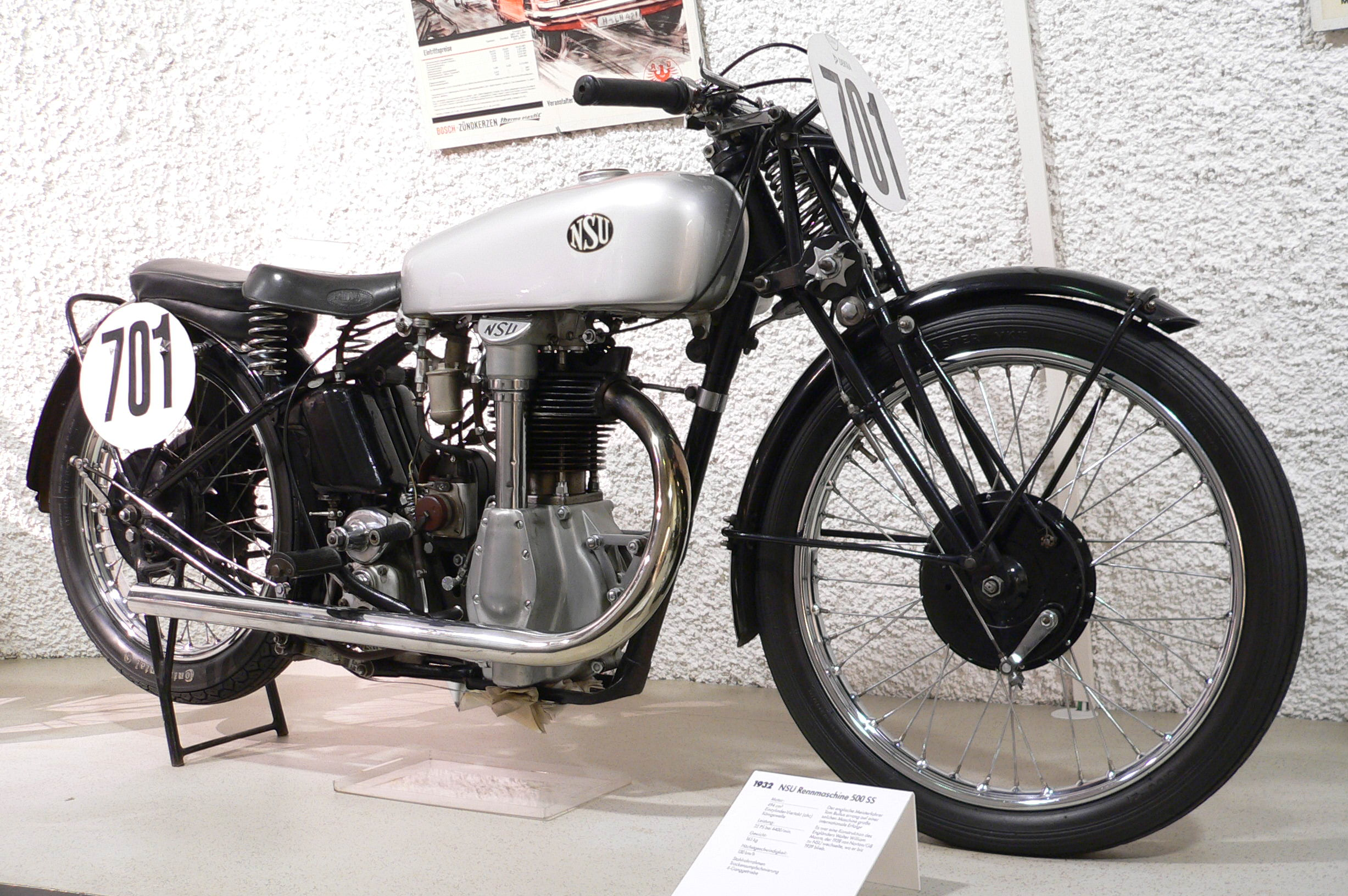
Eine NSU 500 SS von 1932, wie sie Bullus fuhr.

Tom Frederick „Tommy“ Bullus (* 12. Januar 1907 in Bradford, England; † 10. April 1998 in Harrogate) war ein britischer Motorradrennfahrer.

## Karriere
Bullus bestritt sein erstes Motorradrennen bereits mit 14 Jahren. Er war bei Bergrennen erfolgreich und belegte 1925 bei der Senior-TT den vierten Platz auf einer P&M und 1930 auf Sunbeam den fünften Platz; bei seinen anderen fünf Rennen bei der Isle of Man TT – 1927 startete er auch in der Junior-TT – erreichte er nie das Ziel. 1928 wurde er beim Kolberger Bäderrennen in der Kategorie C „nicht über 500 cm³“ Zweiter. Beim Großen Preis von Deutschland auf dem Nürburgring 1929 lag Bullus sechs Runden lang in Führung, bevor er mit einem technischen Defekt aufgeben musste. Diese Leistung erregte bei NSU Aufsehen. Ebenfalls 1929 verpflichtete NSU mit Walter William Moore einen englischen Konstrukteur.

### Erfolge mit NSU
Tom Bullus nahm den ihm angebotenen Vertrag an und war ab März 1930 der Spitzenfahrer im NSU-Team. Seinen ersten Einsatz hatte er bei einer 144-Stunden-Zuverlässigkeitsfahrt auf dem Nürburgring. Der erste Renneinsatz mit einer von Moore neu konstruierten Maschine mit obenliegender Nockenwelle und Königswellenantrieb endete bei der Österreichischen TT mit einem Sturz und dem Ausscheiden von Bullus. Beim Großen Preis von Deutschland auf dem Nürburgring belegte er Platz vier, blieb damit aber noch unter der Zeit des Vorjahressiegers. Das Solitude-Rennen, das Eifelrennen und das Klausenrennen hingegen gewann er, Letzteres mit einem Rekord von 77,5 km/h, der heute noch gültig ist. Mit weiteren Siegen beim Großen Bergpreis von Deutschland (mit schnellster Zeit aller Motorräder und Automobile sowie neuem Streckenrekord), beim Gaisbergrennen, beim XI. Großen Preis der Nationen in Monza und bei Rund um Schotten auf dem Schottenring machten diese Saison sowohl für Bullus als auch für NSU und Moore außerordentlich erfolgreich.
Im März 1931 kam Bullus nach einem mehrmonatigen Urlaub in seiner Heimat zurück nach Neckarsulm. Am 22. März 1931 gewann er den Preis der Stadt Hannover in der Klasse über 350 cm³ auf dem berühmten Einlenriede-Dreieckskurs und am 15. Mai 1931 das Halbliterrennen um den Großen Preis von Ungarn. Beim 3. Internationalen Gaisbergrennen am 9. August 1931 erzielte er in der 1-Liter-Klasse der Motorräder auf einer NSU die neue Rekordzeit 07:46,61 min und in der 750-cm³-Klasse mit einer 500er ohne Konkurrenz mit 08:00,63 min ebenfalls einen Klassenrekord. In Monza wurde erstmals nicht mit Alkohol, sondern mit Benzin/Benzol gefahren. Bullus wurde diesmal Zweiter. Beim Training zur Österreichischen TT stürzte er und brach sich drei Mittelhandknochen. Er konnte erst wieder am Schauinsland-Bergrennen teilnehmen, wo er sowohl das 500-cm³- als auch das 1000-cm³-Motorradrennen gewann. Bei Rennen auf dem Schleizer Dreieck, dem letzten Rennen der Deutschen Straßenmeisterschaft, stürzte Bullus, blieb aber unverletzt. Sowohl das Kesselbergrennen als auch das AVUS-Rennen in Berlin gewann er.

### Rückzug vom Motorsport und Privatleben
Das Jahr 1932 stand auch für den Rennsport im Zeichen der Weltwirtschaftskrise. Tom Bullus gewann das Eröffnungsrennen auf dem damals neuen Hockenheimer Dreieck und wiederum war er am Kesselberg erfolgreich. Im Herbst 1932 zog sich Bullus vom aktiven Rennsport zurück. Er verlobte sich zu Weihnachten mit Hilde Gehr, der Tochter des Direktors von NSU. Nach der Heirat 1933 zog er sich nach England zurück, wo er zusammen mit einem Schwager ein Motorradgeschäft eröffnete. Ab den 1960er Jahren war er Direktor einer Finanzgesellschaft in der Textilstadt Leeds. In den 1980er-Jahren lebte er in Harrogate.

## Ehrungen
In Hockenheim ist die Tom-Bullus-Straße nach ihm benannt.

## Einzelbelege
1. ↑  Allgemeine Automobil-Zeitung (AAZ, Berlin: Delius und Klasing) 1928, Nr. 33, S. 15–17; online: http://www.arthur-geiss.de/pb19281808.php
2. ↑  Helmut Krackowizer in: Christian Bartsch (Herausgeber): Ein Jahrhundert Motorradtechnik. VDI Verlag Düsseldorf 1987. ISBN 3-18-400757-X. Seite 314.